# آدم بن نور
آدم بن نور (انگلیسی: Adam Nor Azlin؛ زادهٔ ۵ ژانویهٔ ۱۹۹۶) بازیکن فوتبال اهل مالزی است که برای باشگاه پاهانگ در سوپر لیگ مالزی بازی می‌کند. او عمدتا در پست مدافع بازی می‌کند.
وی در تیم‌های ملی فوتبال زیر ۲۲ سال مالزی، زیر ۲۳ سال مالزی و مالزی بازی کرده است.
وی در مسابقات کشوری و بین‌المللی در مجموع برندهٔ ۱ مدال نقره شده است.